# Enrico Caruso
Enrico Caruso, italijanski operni pevec tenorist, * 25. februar ali 27. februar 1873, Neapelj, Italija, † 2. avgust 1921, Neapelj, Italija.
Še danes ga imajo strokovnjaki za najsijajnejšega tenorista vseh časov. Njegovi najsijajnejši vlogi sta bili Canio v Leoncavallovi operi Glumači (I pagliacci) in Radames v Verdijevi Aidi. Caruso je bil že sredi 20. let 20. stoletja zvezda in je pel v Milanu, Neaplju, Londonu in New Yorku. V New Yorku je bil stalen član Metropolitanske opere, ki ji je bil zvest dolga leta.
Caruso je bil znan po toplem, rahlo baritonskem glasu in odlični interpretaciji vlog. Obsega in mehkobe njegovega glasu do danes ni dosegel še nihče. Pri gostovanjih so ga vladarji počaščali z raznimi častnimi nazivi. Ob gostovanju v Berlinu se je zbralo pred opero 30.000 občudovalcev, da bi ga videli za skromno minuto. 
Z nastopi je odlično zaslužil in bil prvi, ki je s petjem napolnil bikoborske arene. O njem so napisani številni življenjepisi.
Bil je tesen prijatelj skladateljev Paola Tostija in Giacoma Puccinija, ki sta napisala več del posebej zanj.
Pozornost je zbujalo tudi njegovo zasebno življenje. Osem let je živel v zunajzakonski skupnosti z operno pevko Ado Glachetti, s katero je imel dva sinova. Zaradi njegove pogoste nezvestobe ga je zapustila z njegovim voznikom. Nekaj časa je živel z njeno sestro Rino, dokler se ni na presenečenje vseh poročil z zajetno milijonarsko hčerjo Dorothy Park Benjamin. Z njo je imel hčer.
Tragično je umrl že pri 48 letih. Po prehladu je dobil peritonitis. Kljub temu, da je imel močne bolečine in je pljuval kri, bolezen ni bila pravočasno diagnosticirana. Operacijo za božič leta 1920 je komaj preživel. Vrnil se je na okrevanje v Italijo in umrl v Neaplju na poti k zdravnikom v Rim.
Truplo je ležalo je v kraljevi cerkvi v Neaplju in ob spremstvu ogromne množice je bil pokopan na pokopališču Cimitero del Pianto.
Svojo slavo si je nenazadnje pridobil s posnetki na gramofonskih ploščah. Posnel je 498 plošč, od katerih se jih je veliko izgubilo ali pa niso bile dane v prodajo. Ni pel samo opernih arij, ampak tudi ljudske pesmi, kot je na primer »neapeljska himna« O sole mio in tej pesmi pomagal do svetovne slave.
Zanimivo je, da je Caruso nastopil tudi v dveh nemih filmih. 
Biografski film Veliki Caruso z Mariom Lanzom v glavni vlogi z veliko umetniške svobode prikazuje njegovo življenje.

## Glasbene datoteke
- Imate z zagonom datotek težave? Poskusite si pomagati s pomočjo za predstavnostno gradivo.